# Brigata alpina "Cadore"
La Brigata alpina "Cadore" era una delle cinque brigate alpine dell'Esercito italiano. Stanziata con i suoi reparti nella provincia di Belluno e nella provincia di Vicenza, aveva il quartier generale nella città di Belluno. L'unità fu sciolta nel 1997, quando al comando c'era il generale Primo Gadia.

## Storia

### Le origini
La Brigata Alpina "Cadore" riallaccia le proprie origini alle antiche Milizie di Autodifesa del Cadore, formata da montanari e valligiani che volontariamente si riunivano a difesa della loro terra. Nel 1848, guidate dal patriota Pier Fortunato Calvi, le Milizie dimostrarono il loro valore nei combattimenti contro gli austriaci durante l'insurrezione del Cadore.
Con l'annessione al Regno d'Italia, prende sede nel 1872 a Pieve di Cadore la 14ª Compagnia Alpina. In seguito, con l'espansione delle Truppe Alpine, i cadorini e i bellunesi venivano tradizionalmente inquadrati nel 7º Reggimento Alpini e nei suoi storici Battaglioni "Feltre", "Pieve di Cadore", "Belluno", "Val Cismon", "Val Piave", "Val Cordevole", "Monte Pavione", "Monte Pelmo", "Monte Antelao" e "Monte Marmolada" oppure nel Gruppo Artiglieria da Montagna "Belluno" ed in seguito nel 5º Reggimento Artiglieria Alpina (Gruppo "Belluno", "Lanzo", "Val Piave" e "Val Brenta"). Particolarmente violenti furono i combattimenti sulla Marmolada dove gli austriaci avevano approntato appostamenti difensivi anche scavando caverne nei ghiacciai.
Inquadrati in tali reparti, le penne nere cadorine parteciparono a tutte le guerre della storia d'Italia, dalle Campagne d'Africa alla Grande Guerra, dalla Guerra d'Etiopia alla II Guerra Mondiale. Al termine dell'ultimo conflitto il 7º Alpini non viene immediatamente ricostituito, ma le tradizioni militari del Cadore sono comunque tenute vive dal Battaglione Alpini "Feltre", alle dipendenze della Brigata alpina "Julia".
Nel 1953, accogliendo le istanze delle popolazioni cadorine che chiedevano la ricostituzione del loro storico reggimento, viene disposta la costituzione della Brigata Alpina "Cadore" con alle proprie dipendenze, oltre al 7º Alpini, il 6º Artiglieria da Montagna, reggimento quest'ultimo che raccoglie le tradizioni degli artiglieri cadorini del vecchio 5º Reggimento.

### Dalla costituzione agli anni settanta
Il 1º luglio 1953 si costituisce ufficialmente la Brigata Alpina "Cadore", al comando del generale Carlo Ravnich ma i suoi organici saranno via via completati soltanto nei mesi seguenti. Nel 1954, ancora in fase di formazione, reparti della Brigata sono mobilitati per l'emergenza di Trieste e inviati al confine orientale. Nello stesso anno, con solenne cerimonia in Piazza dei Martiri a Belluno, avviene la consegna delle Bandiere di Guerra ai suoi due reggimenti (7º Alpini e 6º Artiglieria da Montagna).
L'organico definitivo della Brigata prevedeva:
- Quartier Generale
- 7º Reggimento alpini (con Cp. Comando, 7ª Cp. Mortai, Battaglioni "Feltre", "Pieve di Cadore", "Belluno")
- 6º Reggimento Artiglieria da Montagna (con Rep. Comando, Gruppi "Lanzo", "Agordo", "Pieve di Cadore" e Contraerei)
- Compagnia Genio Pionieri
- Compagnia Trasmissioni
- Plotone Alpini Paracadutisti
- Servizi

Tale organico subirà negli anni numerosi aggiustamenti:
- nel 1957 viene sciolto il Gr. Artiglieria Contraerei
- nel 1957 viene costituito il Btg. Alpini da Posizione "Cadore" (poi XIX Alpini da Posizione poi XIX d'Arresto)
- nel 1957 i servizi sono riuniti nel Raggruppamento Servizi "Cadore"
- nel 1957 viene costituita la Sezione Aviazione Leggera "Cadore"
- nel 1963 il XIX Btg. Alpini d'Arresto diventa Btg. Alpini d'Arresto "Val Cismon"
- nel 1964 il Pl. Paracadutisti viene assorbito dalla costituenda Cp. Alpini Paracadutisti di Bolzano
- nel 1964 viene sciolta la 7ª Cp. Mortai Reggimentale
- nel 1966 la Sez. Aviazione Leggera diventa Reparto Aviazione Leggera.

Nel 1963, in seguito al disastro del Vajont, la Brigata interviene per prima a Longarone in soccorso alla popolazione colpita. Per l'impegno dimostrato durante tutte le operazioni di soccorso i reggimenti della "Cadore" vengono decorati con Medaglia d'Oro al Valor Civile. L'intervento della Brigata in pubbliche calamità si ripete nel 1966, in occasione delle violente alluvioni nel bellunese.
Per tutti gli anni sessanta, oltre alla normale attività addestrativa, la Brigata partecipa regolarmente alle operazioni di ordine pubblico in Alto Adige funestato dal terrorismo separatista.
Nel 1975, alla vigilia della ristrutturazione, la Brigata aveva la seguente struttura organica (tra parentesi le sedi stanziali dei reparti):
- Quartier generale (Belluno)
- 7º Reggimento alpini (Belluno)
  - Compagnia comando (Belluno)
  - Battaglione alpini "Feltre" (Feltre e Strigno)
  - Battaglione alpini "Pieve di Cadore" (Tai di Cadore e Pieve di Cadore)
  - Battaglione alpini "Belluno" (Belluno e Agordo)
- Battaglione alpini d'arresto "Val Cismon" (Santo Stefano di Cadore)
- 6º Reggimento artiglieria da montagna (Belluno)
  - Reparto comando (Belluno)
  - Gruppo artiglieria da montagna "Lanzo" (Belluno)
  - Gruppo artiglieria da montagna "Agordo" (Feltre)
  - Gruppo artiglieria da montagna "Pieve di Cadore" (Bassano)
- Compagnia genio pionieri (Belluno)
- Compagnia trasmissioni (Belluno)
- Reparto aviazione leggera (Belluno)
- Raggruppamento servizi (Belluno)
  - Compagnia comando (Belluno)
  - Autoreparto (Belluno)
  - Reparto rifornimenti recuperi e riparazioni (Belluno)
  - Battaglione sanità (Belluno)
  - Compagnia sussistenza (Belluno)

### La ristrutturazione del 1975, gli anni ottanta
Nel 1975 l'Esercito Italiano è interessato da una profonda ristrutturazione, che prevede tra l'altro l'abolizione del livello reggimentale. Si assiste perciò al doloroso scioglimento del 7º Alpini e del 6º Artiglieria da Montagna, le cui Bandiere di Guerra vengono consegnate rispettivamente al Battaglione "Feltre" e al Gruppo "Lanzo".
Ulteriori provvedimenti che riguardano la Brigata sono la soppressione del Gruppo "Pieve di Cadore", il passaggio del RAL al costituendo 4º Raggr. ALE "Altair", la trasformazione del Raggr. Servizi in Battaglione Logistico, la costituzione della Compagnia Controcarri e la costituzione del Reparto Comando e Trasmissioni, che ingloba il Quartier Generale e la Cp. Trasmissioni. Il Btg. "Belluno" da reparto operativo diventa un Centro Addestramento Reclute. Il Btg. "Val Cismon" viene dapprima contratto a Compagnia autonoma e successivamente passa al Btg. "Val Brenta" della "Tridentina".
Al termine della ristrutturazione, l'organico della Brigata è quindi il seguente (tra parentesi la sede dei reparti):
- Rep. Comando e Trasmissioni "Cadore" (Belluno e Arabba)
- Btg. Alpini "Feltre" (Feltre e Strigno)
- Btg. Alpini "Pieve di Cadore" (Tai, Pieve e S.to Stefano di Cadore)
- Btg. Alpini "Belluno" BAR (Belluno)
- Gr. Artiglieria da Montagna "Lanzo" (Belluno)
- Gr. Artiglieria da Montagna "Agordo" (Bassano del Grappa)
- Cp. Controcarri "Cadore" (Belluno)
- Cp. Genio Pionieri "Cadore" (Belluno)
- Btg. Logistico "Cadore" (Belluno)

Nel 1976 la Brigata interviene in Friuli in soccorso delle popolazioni colpite dal terremoto, partecipando anche alla successiva opera di ricostruzione delle strutture. Ulteriori operazioni di soccorso si hanno nel 1980 in occasione del terremoto in Irpinia e in Basilicata e nel 1985 in seguito alla catastrofe della Val di Stava.

### Gli anni novanta, lo scioglimento
Nel 1991 inizia un'altra ristrutturazione dell'Esercito, che porta ad un'ulteriore riduzione dei reparti e alla ricomparsa dei reggimenti, articolati però su un solo battaglione. Nell'ambito della "Cadore" vengono dapprima sciolti la Cp. Controcarri e il Gruppo "Agordo", quindi il Btg. "Belluno" viene trasformato in via sperimentale in 16º Reggimento "Belluno".
Nello stesso anno, durante la Guerra del Golfo, reparti della Brigata vengono schierati in Veneto e Puglia a presidio di obiettivi sensibili.
L'anno successivo viene ricostituito il 7º Rgt. Alpini (su base Btg. "Feltre"), il 12º Rgt. Alpini (su base Btg. "Pieve di Cadore") e il 6º Rgt. Artiglieria da Montagna (su base Gr. "Lanzo"). Nel 1993 la Cp. Genio Guastatori confluisce nel Rep. Comando e Trasmissioni, che diventa Rep. Comando e Supporti Tattici.
Dal punto di vista operativo gli anni '90 sono caratterizzati dalla partecipazione a numerose operazioni di ordine pubblico e controllo del territorio: "Vespri Siciliani" in Sicilia, "Riace" in Calabria e "Forza Paris" in Sardegna. Continuano anche gli interventi di soccorso per pubbliche calamità, in particolare nel 1994 nel Piemonte alluvionato.
Nel 1995, con lo scioglimento del 6º Rgt. Artiglieria da Montagna, iniziano a farsi sentire le prime avvisaglie di un prossimo scioglimento della Brigata. Nel frattempo viene contratto a quadro il 12º Rgt. Alpini e sottoalimentati gli altri reparti.
Dopo una solenne cerimonia tenutasi il 31 gennaio 1997 in Piazza dei Martiri a Belluno, il 31 gennaio viene sancito ufficialmente lo scioglimento della Brigata Alpina "Cadore" e contestualmente del suo Rep. Comando, del Btg. Logistico e del 12º Alpini. Rimangono in vita il 7º Alpini e il 16º "Belluno", che passano alle dipendenze della Brigata Alpina "Julia".
Nel 2004 anche il 16º "Belluno" viene soppresso. Rimane in vita ad oggi il solo 7º Alpini, che trasferitosi nella storica sede di Belluno, continua a tramandare le tradizioni della disciolta Brigata Alpina "Cadore".

## Sedi e distaccamenti
La Brigata Alpina "Cadore" aveva il comando a Belluno ed i reparti di stanza nella provincia e nelle zone limitrofe, in particolare nel Cadore, regione storica da cui la Brigata prende il nome.
Di seguito un elenco indicativo delle località e delle caserme che hanno ospitato nel corso degli anni reparti della Cadore, nonché delle aree addestrative, polveriere e altri siti che, pur non essendo di esclusiva pertinenza della Brigata, venivano spesso utilizzati dalla stessa
in provincia di Belluno:
Valle del Mis
- Belluno - caserma "Fantuzzi", Rep. guastatori Cadore
- Belluno - caserma "Salsa"
- Belluno - caserma "D'Angelo"
- Belluno - caserma "Toigo"
- Belluno - caserma "Piave"
- Belluno - aerocampo "Dall'Oro"
- Agordo - caserma "22 marzo 1848"
- Arabba - caserma "Gioppi"
- Danta di Cadore - deposito munizioni e esplosivi "Piani di Danta"2
- Domegge di Cadore - deposito materiali del genio militare
- Feltre - caserma "Zannettelli"
- Feltre - deposito munizioni e esplosivi "San Silvestro"
- Laggio di Cadore - deposito munizioni e esplosivi "Col Piccolo"
- Passo di Monte Croce di Comelico - casermetta di confine e fortificazioni permanenti dello sbarramento passo monte Croce Comelico
- Passo San Pellegrino - poligono addestrativo
- Pian Cansiglio - caserma "Bianchin" (area addestrativa ex base missilistica AM)
- Pieve di Cadore - caserma "Buffa di Perrero"
- Santo Stefano di Cadore - caserma "Calbo"
- Tai di Cadore - caserma "Calvi"
- Tai di Cadore - deposito munizioni e esplosivi "Monte Zucco"
- Tai di Cadore - deposito carburanti media capacità "Nebbiu"
- Val Gallina - poligono addestrativo e palestra di roccia
- Valle di Schievenin - palestra di roccia
- Valle del Mis - poligono addestrativo
- Val d'Oten - poligono addestrativo

in provincia di Vicenza:
- Bassano del Grappa - caserma "Monte Grappa"
- Cassola - caserma "San Zeno"
- Valle Santa Felicita - poligono addestrativo e palestra di roccia

in provincia di Trento:
- Strigno - caserma "Degol"

in provincia di Bolzano:
- Braies - casermetta di confine e fortificazioni permanenti dello sbarramento di Braies
- Passo Cimabanche - deposito munizioni e esplosivi "Rio Freddo"
- Landro - casermetta di confine e fortificazioni permanenti dello sbarramento della Val di Landro

## Reparti appartenuti alla Brigata

### Il Centro Addestramento Reclute
Nell'ottobre 1955 viene costituito a Montorio Veronese il BAR (Battaglione Addestramento Reclute) "Cadore", preposto alla formazione e all'addestramento di base delle reclute di leva da inviare poi ai diversi reparti della Brigata. Prima di tale data la "Cadore", che non disponeva di un proprio BAR, veniva alimentata da quello della "Julia". Nel 1956 il BAR "Cadore", assieme a quello della "Tridentina" e dell'"Orobica", viene inquadrato nel 12º Centro Addestramento Reclute.
Nel 1963 il 12º CAR si trasferisce a Cuneo cambiando denominazione in 2º Rgt. Alpini CAR. Il dipendente BAR "Cadore" viene distaccato a Mondovì, Ceva e Boves. Il BAR si articolava su tre Compagnie, "Feltre", "Pieve di Cadore" e "Belluno", ognuna delle quali addestrava le reclute destinate agli omonimi Battaglioni operativi della Brigata, vi era inoltre una quarta Compagnia che addestrava le reclute dell'Artiglieria da Montagna. Il BAR viene sciolto nel 1973. Da tale data la Brigata sarà in parte alimentata da reclute provenienti dagli altri Battaglioni del 12º CAR, ed in parte verrà sperimentato l'addestramento delle reclute direttamente presso il reparto di impiego.
Denominazioni:
- 1955-1973: Battaglione Addestramento Reclute "Cadore"

Sedi:
- 1955-1963: Montorio Veronese
- 1963-1973: Mondovì

Motto:
- non conosciuto

L'attività di Battaglione Addestramento Reclute viene ereditata nel 1975 dal Battaglione Alpini "Belluno", che in quell'anno viene trasformato da unità operativa a unità prettamente addestrativa. Le reclute rimanevano a Belluno per circa un mese, l'attività addestrativa si incentrava prevalentemente su regolamenti, uso delle armi individuali e addestramento formale. Con la cerimonia del giuramento si concludeva l'addestramento di base e le reclute, divenute alpini, venivano quindi inviate ai reparti di impiego.
Nel 1991 viene elevato al rango reggimentale, assumendo la denominazione di 16º Reggimento "Belluno" RAR (Reggimento Addestramento Reclute), rimanendo immutati compiti e funzioni. Nel 1996, in seguito allo scioglimento del BAR della "Julia", provvede ad addestrare le reclute anche di questa Brigata.
Nel 1997, dopo lo scioglimento della Brigata "Cadore", passa dapprima alle dipendenze della "Julia", quindi nel 1998 viene riconfigurato in Centro Incorporazione Leva (CIL) e passa alle dirette dipendenze del Comando Truppe Alpine. Rispetto al normale CAR, presso il CIL le reclute rimangono solo una settimana per la procedura di incorporo, vestizione, visite mediche per proseguire tutta l'attività addestrativa nei rispettivi reparti operativi. In tal veste il "Belluno" provvede ad alimentare reparti di stanza nell'Italia Settentrionale, anche non appartenenti alle Truppe Alpine.
A causa della graduale riduzione della componente di leva, il "Belluno" a partire dal 2002 viene progressivamente anemizzato, fino allo scioglimento nel novembre 2004.
Denominazioni:
- 1975-1991: Battaglione Alpini "Belluno" BAR
- 1991-1992: Reggimento Alpini "Belluno" RAR
- 1992-1998: 16º Reggimento "Belluno" RAR
- 1998-2004: 16º Reggimento "Belluno" CIL

Sede:
- 1975-1991: Belluno

Motto:
- Sunt rupes virtutis iter

### Il 7º Alpini e i suoi Battaglioni

#### Battaglione "Pieve di Cadore"
Viene costituito in seno al 6º Reggimento Alpini nel 1886. All’atto della creazione fanno parte del battaglione Pieve di Cadore le compagnie 67a, 68a (già del battaglione Cadore) e 75a (di nuova costituzione).
Il 1º agosto 1887 viene inquadrato nel 7º Reggimento Alpini.
Viene mobilitato nel 1914, e riceve una compagnia di milizia mobile, la 96a. All’inizio delle ostilità il battaglione è nella zona del Cadore, le compagnie 67a e 75a alle Tre Cime di Lavaredo, la 68a sul Col Quaternà e la 96° sul Monte Piana. La mattina del 24 maggio 1915 viene attaccato dagli Austriaci, dopo una breve preparazione d’artiglieria. Riesce a mantenere le posizioni ma subisce numerose perdite. Opera inoltre in Val d'Ansiei, a Cima Undici, sul Monte Cristallo e a Forcella Forame. Nel 1916 cede la compagnia di milizia mobile al Monte Antelao. Nel 1917 prende parte con gli altri battaglioni del 7º Alpini, alla battaglia della Bainsizza. Il 24 ottobre 1917 è dislocato nel settore dell’Altissimo, inquadrato nel 13º Gruppo Alpini, dove rimane fino al settembre 1918, allorché il 13º Gruppo Alpini confluisce nell’80ª Divisione, neocostituita, che viene inviata nella zona pedemontana del Grappa. Dopo il successo della battaglia sul Grappa, due plotoni di Arditi del Pieve di Cadore, entrano a Feltre il 31 ottobre, mentre gli Austriaci sono in ritirata.
Nel febbraio 1936 il Pieve di Cadore viene inquadrato nel neocostituito 12º Reggimento Alpini della Divisione Pusteria, allorché il 7° viene inviato in Africa con il Feltre e altri battaglioni. Tra il 1935 e il 1937, oltre alle consuete compagnie, inquadra una compagnia armi d’accompagnamento, la 96°.
Nel 1937 è di nuovo in organico nel 7º Alpini, di ritorno dall’Africa.
Viene mobilitato nel 1939 e dal 1940, partecipa con il 7º Alpini, alle operazioni sul fronte occidentale. Segue gli altri battaglioni del reggimento nelle azioni che si svolgono in Valle Lausanier, sul Piccolo San Bernardo, St. Fois e in Valle Isere, fino all’armistizio con la Francia.
A fine novembre viene inviato insieme alla Divisione in Albania. Opera nella Valle dell’Osum insieme al battaglione Feltre. Il 4 dicembre occupa Gallina de Qaf, e il 6 dicembre subisce un violento attacco. Nonostante una strenua difesa, il 9 dicembre la posizione viene abbandonata e il Pieve di Cadore ripiega su Cerevoda. Alla fine dell’anno si trova, insieme al Feltre alle pendici del Monte Tomori.
Con la ripresa dell’offensiva, il 9 marzo 1941 occupa Selanji. Il 14 Aprile è a Ciafa Devris, il 16 a Melka e il 18 a Erseka. Il 22 raggiunge, insieme agli altri battaglioni del 7°, l’obiettivo finale, Konitsa. Per le operazioni in Grecia, viene assegnata al Feltre e agli altri reparti del 7º Alpini, la Medaglia d’argento.
Nel luglio 1941 viene inviato insieme agli altri reparti del 7º Alpini, in Montenegro per operazioni di ordine pubblico e lotta contro la guerriglia. Nel agosto 1942 viene rimpatriato in Italia.
Dopo un periodo di riorganizzazione, viene inviato in novembre nella zona della Provenza, con compiti di presidio.
Dopo l'8 settembre segue le altre unità del 7º Alpini nel tentativo di rientrare in Italia, ma si scioglie il 12 dello stesso mese presso Cuneo, dove molti alpini vengono catturati e deportati in Germania.
Viene ricostituito nel 1953, alle dipendenze del 7º Alpini nella Brigata Cadore. Inquadra la sola compagnia 67a, la compagnia comando e il comando di battaglione. Il 18 ottobre 1957 viene costituito un battaglione di formazione, sempre denominato Pieve di Cadore, con le compagnie 67a e 77a (dal Belluno) e una compagnia mortai da 81, oltre alla compagnia comando e al comando di battaglione. Il battaglione viene trasportato due giorni dopo alla frontiera orientale per l’esigenza “T” e viene messo alle dipendenze della Brigata Alpina Julia.
Nel frattempo il Pieve di Cadore rimasto a Belluno, forma le compagnie 68a e 75a, oltre a una compagnia mortai, la 167a.
Il 7 dicembre il battaglione così formato viene inviato a Cividale del Friuli e si posiziona nel settore Natisone-Iundro. Il battaglione di formazione precedentemente assegnato alla Julia, si scioglie e il Pieve di Cadore riacquista la 67ª compagnia.
Il 14 dicembre 1953, il Pieve di Cadore, insieme agli altri reparti del 7°, lascia la frontiera e ritorna alla sede.
Nel giugno del 1956 il battaglione cambia denominazione in Feltre, cambiando contestualmente numerazione delle compagnie. Nel frattempo viene riformato un nuovo battaglione Pieve di Cadore, costituito dalle sole compagnie 68a e 167a. Il 1º febbraio si ricostituisce la 67ª compagnia, mentre il 21 dello stesso mese, è il turno della 75ª.
Dal 1961 partecipa con aliquote di personale alle operazioni di mantenimento di ordine pubblico in Alto Adige
Il 9 ottobre del 1963 è il primo reparto ad accorrere in soccorso a Longarone dopo il disastro del Vajont.
Nel novembre 1966 è in soccorso alla popolazione della Val Cismon colpite da grave alluvione.
Nel 1970 termina il servizio di ordine pubblico in Alto Adige.
L’11 novembre 1975 a seguito dello scioglimento del 7º Reggimento Alpini, viene posto alle diretta dipendenze della Brigata Alpina Cadore.
L'8 agosto 1992, con la ricostituzione dei reggimenti alpini, viene posto alle dipendenze del rinato 12º Reggimento Alpini.
Tra il 1992 e il 1993 partecipa all’operazione antimafia Vespri Siciliani nella zona di Gela.
Il 31 gennaio 1997 il battaglione Pieve di Cadore viene definitivamente sciolto insieme al 12º Reggimento Alpini e alla Brigata Alpina Cadore.

#### Battaglione "Belluno"
Il Battaglione alpino "Belluno" venne costituito il 1º ottobre 1910 a Belluno, inquadrato del 7º Reggimento Alpini.
Nel corso del primo conflitto mondiale ha combattuto nel 1915 in Alta Val Cordevole, sul Sasso di Mezzodi, nel massiccio montuoso del Tofane, sul Col di Lana, nel 1916 in Val Costeana, nel massiccio del Tofane, sul Castelletto e nel 1917 in Val Costeana, prese parte alla Battaglia della Bainsizza, e poi sul Monte Rosso, sul Monte Stol, e al Bosco del Cansiglio. 
Il 9 dicembre 1917 il battaglione viene sciolto, per essere ricostituito nel marzo del 1919 per cambio di denominazione del battaglione alpini "Val Cordevole".
Dal febbraio 1936 passa alle dipendenze del 12º Reggimento Alpini di nuova costituzione per la campagna in Africa Orientale, rientrando a far parte del 7º Reggimento Alpini nell'aprile del 1937. Inquadrato nella Divisione alpina "Pusteria" prese parte alla seconda guerra mondiale, impiegato inizialmente sul fronte occidentale e successivamente sul fronte Greco-Albanese in Montenegro e nel 1942 in Provenza.
In seguito alla proclamazione dell'armistizio dell'8 settembre 1943 dalla Francia fece rientro in Italia, e a Cuneo fu preda dei tedeschi.
Il Battaglione "Belluno" venne ricostituito il 1º settembre del 1953, inquadrato nel 7º Reggimento alpini.
Nel 1975, con la Riforma dell'Esercito Italiano che aboliva il livello reggimentale e il conseguente scioglimento del 7º Reggimento Alpini, il battaglione alpino "Belluno" è passato alle dirette dipendenze della Brigata "Cadore" con compiti di Centro addestramento reclute della brigata.

### Il 6º Artiglieria da montagna e i suoi Gruppi
Le origini del 6º Artiglieria da montagna sono antecedenti alla nascita della Brigata alpina "Cadore". Nel 1941 si costituisce infatti il 6º Reggimento Artiglieria apina, con deposito ad Ivrea ed inquadrando i Gruppi "Val d'Adige", "Val d'Orco" e "Val Chisone". Si trattava di un reparto di mobilitazione, appositamente costituito per le esigenze della guerra in corso e posto alle dipendenze della Divisione alpina "Alpi Graie".
Il Reggimento opera in Montenegro e successivamente sulla costa ligure con compiti di difesa costiera, partecipando tra l'altro alla difesa di La Spezia. Nel periodo 1942-43 inquadra i Gruppi "Valle Isonzo" e "Val Tagliamento". Viene sciolto nel 1943, in seguito all'armistizio dell'8º settembre.
Nel 1953 si ricostituisce a Belluno quale 6º Reggimento Artiglieria da montagna, alle dipendenze della Brigata alpina "Cadore", strutturato su un Reparto Comando, un Gruppo Artiglieria contraerei leggera e tre Gruppi Artiglieria da montagna ("Lanzo", "Agordo" e "Pieve di Cadore"). Nel 1957 il Gruppo Contraerei viene sciolto.
Nel 1975 il Reggimento viene sciolto, lasciando in vita due Gruppi alle dirette dipendenze del Comando Brigata: il "Lanzo" con sede a Belluno (che eredita la Bandiera di Guerra reggimentale) e l'"Agordo" con sede a Bassano del Grappa.
Nel 1991 anche l'"Agordo" viene sciolto, mentre il "Lanzo" si sposta a Bassano, dove l'anno successivo, proprio sulla base del "Lanzo", si ricostituisce il 6º Reggimento Artiglieria da montagna. Viene definitivamente sciolto nel 1995.
Denominazioni:
- 1941-1943: 6º Reggimento Artiglieria alpina
- 1953-1975: 6º Reggimento Artiglieria da montagna
- 1992-1995: 6º Reggimento Artiglieria da montagna

Sedi:
- 1941-1941: Ivrea
- 1942-1942: Aosta
- 1943-1943: Acqui Terme
- 1953-1975: Belluno
- 1992-1995: Bassano del Grappa

Motto:
- Ferro ignique ad excelsa.

#### Gruppo "Lanzo"
Composto da tre batterie 16ª, 44ª, 47ª.
Fondato originariamente alle dipendenze del 5º Reggimento artiglieria alpina nel 1935, partecipa alla Guerra di Etiopia. Viene sciolto nel 1937. Ricostituito all'inizio della Seconda guerra mondiale, sempre alle dipendenze del 5º Reggimento e nell'ambito della Brigata alpina "Pusteria". Alla fine delle operazioni sul fronte occidentale, il "Lanzo" nell'estate del 1943 viene mandato in Provenza, dove termina la sua vita operativa con l'armistizio, non prima di aver partecipato alle operazioni contro i tedeschi insieme all'11º Reggimento alpini. Nel 1953 viene ricostituito all'interno del 6º Reggimento. In effetti il "Lanzo" si può considerare molto più antico. La 16ª batteria è infatti stata costituita nel 1905 (prima indipendente poi all'interno del gruppo "Bergamo"), mentre le altre due nel 1916. Nonostante l'appartenenza a reggimenti e gruppi diversi, le tre batterie si trovarono tutte e tre sul Montello nel 1918 (la 16º nel 2º rgt, la 44º nel 1º rgt e la 47º nel 3º rgt).
Motto:
Tasi e tira (del 1935).

#### Gruppo "Agordo"
Si costituisce il 1º luglio 1953 a Belluno come Gruppo mortai del 6º Reggimento artiglieria da montagna. Ha alle proprie dipendenze un Reparto comando e tre batterie (1ª, 2ª, 3ª) mortai da 107. Nel 1954 le batterie cambiano numerazione, diventando 41ª, 42ª e 43ª, ereditando le tradizioni delle omonime Batterie alpine che avevano combattuto durante la Seconda guerra mondiale con il Gruppo "Val Tagliamento".
Nel 1956 viene riarmato con il mortaio da 120 in luogo di quello da 107.
Nel 1957 viene trasferito a Feltre, presso la Caserma "Zannettelli".
Nel 1959 il Gruppo viene armato con i nuovi obici da 105/14 (in dotazione alla 41ª e 42ª batteria) mentre i mortai da 120 rimangono in dotazione alla 43ª.
Nel 1970 anche la 43ª Batteria viene armata con l'obice da 105/14, uniformandosi alle altre due. Nel 1973 il Reparto comando viene trasformato in Batteria comando e servizi.
Nel 1975 viene sciolto a Feltre e ricostituito a Bassano del Grappa, Caserma "Monte Grappa", rilevando uomini e mezzi del disciolto Gruppo "Pieve di Cadore". Nello stesso anno, in seguito allo scioglimento del 6º Reggimento artiglieria da montagna, passa alle dirette dipendenze della Brigata alpina "Cadore".
Nel 1982 viene riarmato con l'obice pesante campale da 155/23 a traino meccanico.
Nel 1991 viene sciolto, uomini e mezzi confluiscono nel Gruppo artiglieria da montagna "Lanzo" contestualmente trasferitosi a Bassano proveniente da Belluno.
Denominazione:
- 1953-1991: Gruppo Artiglieria da montagna "Agordo"

Sedi:
- 1953-1957: Belluno
- 1957-1975: Feltre
- 1975-1991: Bassano del Grappa

Motto:
- Oms, crets, canons, dut un toc

#### Gruppo "Pieve di Cadore"
Si costituisce il 1º luglio 1953 a Belluno, come Gruppo di manovra del 6º Reggimento artiglieria da montagna. Ha alle proprie dipendenze un Reparto comando e tre batterie (1ª, 2ª e 3ª) obici da 100/17. Nel 1954 le batterie cambiano numerazione, diventando 37ª, 38ª e 50ª le tradizioni delle omonime batterie alpine che avevano combattuto durante la Seconda guerra mondiale, rispettivamente con il Gruppo "Valle Isonzo" (37ª e 38ª) e "Val Chisone" (50ª).
Nel 1957 viene trasferito in Valsugana, a Strigno, frazione del comune di Castel Ivano (TN), presso la Caserma "De Gol", dove rimane di stanza fino al 1963, anno in cui è trasferito a Bassano del Grappa, presso la Caserma "Monte Grappa", mentre le salmerie sono distaccate nella vicina Caserma "San Zeno" nel comune di Cassola (VI).
Nel 1959 il Gruppo viene armato con i nuovi obici da 105/14 (in dotazione alla 37ª e 38ª Batteria) e con i mortai da 120 (in dotazione alla 50ª).
Nel 1970 anche la 50ª Batteria viene armata con l'obice da 105/14, uniformandosi alle altre due. Nel 1973 il Reparto comando viene trasformato in Batteria comando e servizi.
Nel 1975 viene sciolto, uomini e mezzi confluiscono nel Gruppo artiglieria da montagna "Agordo" contestualmente trasferitosi a Bassano proveniente da Feltre.
Denominazione:
- 1953-1975: Gruppo Artiglieria da montagna "Pieve di Cadore"

Sedi:
- 1953-1957: Belluno
- 1957-1963: Castel Ivano, fr. Strigno
- 1963-1975: Bassano del Grappa

Motto:
- Pi dur de 'na piera

### Gli Alpini d'arresto
A partire dal 1951, al fine di presidiare le opere di difesa permanenti poste lungo il confine con l'Austria e la Jugoslavia, in previsione di un attacco delle truppe del patto di Varsavia vennero creati i precedenti battaglioni da posizione e nell'ambito della brigata "Cadore" nel 1957 venne costituito il Battaglione Alpini da Posizione "Cadore" poi rinominato XIX Alpini da Posizione poi XIX e poi d'arresto. Nel 1962, per trasformazione dei precedenti battaglioni da posizione venne creata la specializzazione degli Alpini d'Arresto. Reparti con compiti medesimi erano stati creati nel dopoguerra anche in ambiente di pianura denominati di "Fanteria d'arresto", con l'unica differenza che la collocazione geografica delle opere e dei reparti degli Alpini d'Arresto era in zona montana e quindi di competenza alpina. La gran parte delle opere derivava dal riutilizzo delle fortificazioni del Vallo Alpino già utilizzate dalla Guardia alla frontiera (GAF) nel periodo pre-bellico e opportunamente riadattate con le nuove esigenze di difesa NBC (nucleare-chimica-biologica) post-belliche.
Nel 1963 il XIX Battaglione Alpini d'Arresto diventa Battaglione Alpini d'Arresto "Val Cismon".
Gli Alpini d'arresto furono definitivamente sciolti nel 1992, dato il cessato pericolo della guerra fredda.

### Gli Alpini paracadutisti
Nei primi anni cinquanta viene valutato l'impiego di unità paracadutiste in montagna e viene programmata la costituzione di un Plotone alpini paracadutisti presso ciascuna Brigata alpina. Nel 1956 si costituisce a Belluno il Plotone alpini paracadutisti "Cadore", unità d'élite della Brigata. Nel 1963 il Plotone viene trasferito a Bolzano dove assieme ai Plotoni delle altre Brigate, confluisce nella costituenda Compagnia alpini paracadutisti di Corpo d'Armata (attuale 4º Reggimento alpini paracadutisti).
Denominazione:
- 1956-1963: Plotone alpini paracadutisti "Cadore"

Sede:
- 1956-1963: Belluno

Motto:
- Mai morti

### Il Genio
Nel 1953 si costituisce a Belluno la Compagnia Genio pionieri "Cadore", alle dirette dipendenze del Comando Brigata. Si articola su tre Plotoni Genio pionieri ed un Plotone attrezzature speciali. Nel 1986 viene trasformata in Compagnia Genio guastatori. Nel 1993 passa alle dipendenze del Reparto Comando e Supporti Tattici "Cadore". Viene sciolta nel 1997 contestualmente alla soppressione della Brigata "Cadore"
Denominazioni:
- 1953-1986: Compagnia Genio pionieri "Cadore"
- 1986-1997: Compagnia Genio guastatori "Cadore"

Sede:
- 1953-1997: Belluno

Motto:
- Gnanca 'na piega

### Le Trasmissioni
Nel 1953 si costituisce a Belluno la Compagnia Trasmissioni "Cadore", alle dirette dipendenze del Comando Brigata. Nel 1975 si scioglie, lasciando in vita due Plotoni Trasmissioni, che vengono inquadrati nel Reparto Comando e Trasmissioni di Brigata. Nel 1977, dalla riunione di questi due Plotoni, la Compagnia Trasmissioni si ricostituisce, rimanendo però inquadrata all'interno del Reparto Comando e Trasmissioni (dal 1993 Reparto Comando e Supporti Tattici).
Viene sciolta nel 1997, contestualmente alla soppressione dell'intera Brigata "Cadore"
Denominazioni:
- 1953-1975: Compagnia Trasmissioni "Cadore"
- 1975-1977: 1º e 2º Plotone Trasmissioni / Reparto Comando e Trasmissioni "Cadore"
- 1977-1993: Compagnia Trasmissioni / Reparto Comando e Trasmissioni "Cadore"
- 1993-1997: Compagnia Trasmissioni / Reparto Comando e Supporti Tattici "Cadore"

Sede:
- 1953-1997: Belluno

Motto:
- non conosciuto

### L'Aviazione leggera
Nel 1956 si costituisce sull'aerocampo di Belluno la Sezione Aerei Leggeri "Cadore", alle dirette dipendenze del Comando Brigata. Nel 1966 viene trasformato in Reparto Aviazione Leggeri "Cadore", articolato su due Sezioni. In seguito si aggiungerà anche una Sezione Elicotteri da Ricognizione (SER).
Nel 1976 il RAL si trasforma in 44º Gruppo Squadroni ERI "Fenice" e passa alle dipendenze del 4º Raggruppamento ALE "Altair" di Bolzano, rimanendo però di stanza a Belluno e continuando la sua attività di volo orientata prevalentemente a favore della Brigata "Cadore" (un distaccamento a Campoformido era invece di appoggio per la "Julia"). Nel 1996 muta denominazione in 48º Gruppo Squadrone EA "Pavone" e passa alle dipendenze del 7º Reggimento AVES "Vega", dov'è tuttora inquadrato. Con il cambio di dipendenza cessa anche il tradizionale impiego a favore delle Truppe Alpine. Nel 1998 lascia la storica sede di Belluno per trasferirsi a Rimini, sua attuale sede.
Denominazioni:
- 1956-1966: Sezione Aerei Leggeri "Cadore"
- 1966-1976: Reparto Aviazione Leggera "Cadore"
- 1976-1986: 44º Gruppo Squadroni Eri "Fenice"
- 1986-1993: 44º Gruppo Squadroni ALE "Fenice"
- 1993-1996: 44º Gruppo Squadroni AVES "Fenice"
- 1996-1998: 48º Gruppo Squadroni AVES "Pavone"

Sede:
- 1956-1998: Belluno

Motto:
- non conosciuto

### I Supporti logistici
Fin dalla sua costituzione la Brigata "Cadore" ha avuto in organico diverse unità dei servizi logistici: un'Officina mobile, un Parco mobile, un Autoreparto, una Sezione Sanità e una Sezione Sussistenza, tutti con sede a Belluno. Nel 1956 tutti questi supporti vengono riuniti nel Comando Unità Servizi (CUS) "Cadore". Nel 1961 il Parco mobile e l'Offina mobile si fondono nel Reparto Rifornimenti, Recuperi e Riparazioni.
Nel 1967 il CUS "Cadore" si trasforma in Raggruppamento Servizi "Cadore". Ulteriori variazioni organiche si hanno sempre nel 1967, quando la Sezione Sussistenza diventa Compagnia Sussistenza, e nel 1968, con la costituzione del 103º Ospedale da Campo. Nel 1973 la Sezione Sanità e l'Ospedale da Campo vengono riuniti nel Battaglione Sanità.
Nel 1976 il Raggruppamento viene contratto in Battaglione Logistico "Cadore", articolato su Compagnia Comando e Servizi, due Reparti Logistici Leggero, Reparto Logistico Medio, due Sezioni di Sanità (queste ultime in posizione quadro). Nel 1981 il Battaglione viene riordinato su quattro Compagnie (Comando e Servizi, Rifornimenti, Mantenimento, Trasporti Medi) e un Reparto Sanità in posizione quadro. Viene sciolto nel 1997 contestualmente alla soppressione dell'intera Brigata "Cadore".
Denominazioni:
- 1956-1967: Comando Unità Servizi "Cadore"
- 1967-1976: Raggruppamento Servizi "Cadore"
- 1976-1997: Battaglione Logistico "Cadore"

Sede:
- 1956-1997: Belluno

Motto:
- L'impegno mi esalta

### La fanfara e il coro
Come ogni Brigata Alpina, la "Cadore" aveva in organico una fanfara ed un coro.
La fanfara, nata in sostituzione delle disciolte fanfare reggimentali, aveva sede a Belluno ed era amministrata dal Reparto Comando di Brigata. Si componeva di 30-40 elementi, tutti di leva, agli ordini di un Maresciallo. La fanfara, oltre ad accompagnare le diverse cerimonie militari (giuramento, cambio comandante, ecc.), partecipava a numerose esibizioni pubbliche in Italia e all'estero.
Dal punto di vista coreografico, la fanfara in genere si schierava "fronte 6" e nella prima fila allineava i sei tamburi imperiali, ciascuno dei quali recava una lettera in modo da comporre una grande scritta "C-A-D-O-R-E". Le file successive erano composte dagli altri strumenti (trombe, clarinetti, sassofoni, flicorni, ecc.). Alla testa della fanfara precedeva sempre il mazziere, che recava a tracolla una fascia verde con i simboli della brigata.
L'ultima esibizione della fanfara è stata il 31 gennaio 1997, quando a Belluno ha accompagnato le varie fasi della cerimonia di scioglimento della Brigata alpina "Cadore".
Il brani più caratteristici eseguiti dalla fanfara erano: " La Bella del Cadore e Trentatré " mentre il coro spaziava da brani di tradizione alpina ad armonizzazioni moderne di canti di montagna e popolari.
Il coro nasce nel 1979, quando l'ANA organizzò a Bolzano la prima rassegna di cori alpini tra i reparti in armi. Costituito da una trentina di elementi, il coro dipendeva dal Reparto Comando di Brigata, ma, poiché era una formazione "extra organico", i suoi elementi avevano in genere anche altri incarichi (a differenza della fanfara dove i componenti erano a incarico esclusivo).
Il coro, che tramandava la storica tradizione del canto alpino, era una sorta di "ambasciatore" del reparto da montagna. Esso infatti proiettava l'immagine della Brigata in numerose città e località, in Italia e all'estero, gareggiando a manifestazioni di diverso tipo, non necessariamente a carattere militare, suscitando ovunque simpatia ed entusiasmo. Dalla nascita fino alla sua chiusura il coro fu diretto dal Cappellano Militare Generale Don Sandro Capraro.
Viene sciolto nel 1996, nell'imminenza dell'ormai prossima chiusura della Brigata alpina "Cadore".
La fanfara e il coro, seppure spariti dagli organici militari dell'Esercito, sono stati entrambi ricostituiti qualche anno dopo dagli ex appartenenti, alpini in congedo, che durante il servizio di leva hanno fatto parte delle relative formazioni in armi.

#### Il "Coro Brigata Cadore"
Nel maggio del 2001 gli Alpini, Massimo dalle Nogare di Pove del Grappa, Alberto Sberze di Valli del Pasubio, Maurizio Bordignon di Bassano del Grappa, Stefano Canale di Thiene e Renato Secco di Seren del Grappa con atto notarile hanno costituito il "Coro Brigata Cadore", erede ufficiale dello storico coro militare. La direzione artistica viene affidata a Lucantonio Pillon fino alla prematura dipartita. Attualmente è diretto da Michele Segato e dal presidente onorario Monsignor Sandro Capraro. Sono soci orari del  Coro Brigata Cadore  Mario Rigoni Stern e Berti Mario.

## Onorificenze

### Alla Brigata nel suo complesso
- Medaglia di Bronzo al Valor Civile (alla Brigata Alpina "Cadore") "Con il generoso slancio di tutti i suoi uomini si adoperava per contenere e ridurre le disastrose conseguenze di una violenta alluvione. (Trentino-Alto Adige e provincia di Belluno, 4 novembre - 11 dicembre 1966)"
- Cittadinanza Onoraria di Belluno (1983)
- Cittadinanza Onoraria di Longarone (1988)
- Cittadinanza Onoraria di Arcade (1990)
- Cittadinanza Onoraria di Cardeto (1991)
- Cittadinanza Onoraria di Marostica (1992)
- Cittadinanza Onoraria di Bassano del Grappa (1994)
- Cittadinanza Onoraria di Conegliano (1995)

### Al 7º Reggimento Alpini
- Ordine Militare di Savoia (all'Arma di Fanteria) "Nei duri cimenti della guerra, nella tormentata trincea o nell'aspra battaglia, conobbe ogni limite di sacrificio e di ardimento; audace e tenace, domò infaticabilmente i luoghi e le fortune consacrando con sangue fecondo la romana virtù dei figli d'Italia (1915-1918)"
 Ordine Militare di Savoia (all'Arma di Fanteria) "Pari alla sua fama millenaria, espressione purissima delle alte virtù guerriere della stirpe, si prodigava eroicamente in tutte le battaglie dando prezioso contributo di valore e di sangue alla vittoria (3 ottobre 1935 - 13 maggio 1936)"
 Medaglia d'Argento al Valor Militare (al Btg. Alpini "Feltre") "Per la splendida prova di valore data dal Battaglione "Feltre" nel combattimento del 23 marzo 1913 ad Assaba"
 Medaglia d'Argento al Valor Militare (al Btg. Alpini "Monte Pavione") "Il Battaglione "Monte Pavione", con ferrea tenacia e con superbo valore, per tre giorni consecutivi, resisteva all'impeto di una intera divisione nemica, saldamente tenendo, con l'eroico sacrificio dei suoi alpini, le tormentate trincee che gli erano state affidate. Contrattaccando ogni sera con manipoli di prodi, riusciva ad inchiodare l'invasore sulla linea che la Patria aveva additato per l'estrema resistenza (Val Calcino, 11-13 dicembre 1917)
 Medaglia d'Argento al Valor Militare (al Btg. Alpini "Monte Marmolada") "Il Battaglione "Monte Marmolada" respingeva, disperdeva con tenacia sanguinosa per ben sette volte, ingenti masse di baldanzosi nemici anelanti a traboccare in pianura (Monte Tonderecar, 15-22 novembre 1917). Nella disperata difesa di una posizione attaccata da ogni parte, avvelenata di gas e sconvolta da implacabili bombardamenti, si imponeva all'ammirazione dello stesso avversario (Castelgomberto, 4-5 dicembre 1917)"
 Medaglia d'Argento al Valor Militare (al Btg. Alpini "Uork Amba") "Durante aspra, prolungata battaglia contro preponderanti forze terrestri ed aeree, impegnato in successive critiche situazioni, si imponeva per elevato spirito guerriero, tenendo testa, a costo di sanguinosi sacrifici, ad agguerrito avversario, cui dava luminose prove di indomabile tenacia e valore. (Africa Orientale, 9 febbraio - 27 marzo 1941)
 Medaglia d'Argento al Valor Militare (al Btg. Alpini "Feltre") "Già decorato di due medaglie al valor militare, in cinque mesi di guerra italo-greca, in prolungate privazioni, in numerosi accaniti combattimenti di goni genere, durati anche più giorni consecutivi, con gravissime perdite, rifulse costantemente per sovrumano spirito di sacrificio, indomito valore nell'attacco, per strenua resistenza nella difesa contro nemico sempre soverchiante di forze e di mezzi, confermando ancora una volta le sue elette tradizioni di virtù militari, di grande eroismo, di amore alla gloria, di dedizione assoluta al culto del dovere e della Patria. (Fronte greco-albanese, 24 novembre 1940 - 23 aprile 1941)"
 Medaglia d'Argento al Valor Militare (al 7º Rgt. Alpini) "Per l'esemplare ardimento e la salda tenacia con cui il Battaglione "Feltre", facendo olocausto del fiore dei suoi alpini, si oppose sul Grappa all'avanzata di soverchianti forze nemiche" (Val Calcino, Monte Valderoa, novembre-dicembre 1917)
 Medaglia di Bronzo al Valor Militare (al VII Btg. Complementi) "Conquistava, e con tenacia manteneva posizione sul fianco di una Amba, infrangendo ripetuti assalti di soverchianti forze nemiche, mentre i suoi reparti di scalatori raggiungevano l'impervia cima dell'Amba stessa, dopo una giornata di sforzi ammirevoli, in bella emulazione con un nucleo di camicie nere e ascari. (Amba Uork, 27 febbraio 1936)"
 Medaglia d'oro al Valor Civile (al 7º Rgt. Alpini) "Accorso con i suoi magnifici reparti, eredi di nobili tradizioni, sui luoghi colpiti dall'immane disastro del Vajont, il 7º Reggimento Alpini, tra insidie, ostacoli ed innumerevoli difficoltà, ha dimostrato, nel soccorrere le popolazioni superstiti, altissimo senso del dovere, sprezzo del pericolo e mirabile spirito di fraterna solidarietà, onorando l'Esercito e benemeritando dalla Nazione. (ottobre 1963)"
 Medaglia di Benemerenza per il Terremoto Calabro-Siculo (al 7º Rgt. Alpini) "Si segnalò per operosità, coraggio, filantropia nel portare soccorso alle popolazioni funestate dal terremoto calabro-siculo del 28 dicembre 1908"

### Al 6º Reggimento Artiglieria da Montagna
- Medaglia d'oro al Valor Civile (al 6º Rgt. Artiglieria da Montagna) "Accorso con i suoi magnifici reparti, eredi di nobili tradizioni, sui luoghi colpiti dall'immane disastro del Vajont, il 6º Reggimento Artiglieria da Montagna, tra insidie, ostacoli ed innumerevoli difficoltà, ha dimostrato, nel soccorrere le popolazioni superstiti, altissimo senso del dovere, sprezzo del pericolo e mirabile spirito di fraterna solidarietà, onorando l'Esercito e benemeritando dalla Nazione. (ottobre 1963)"

## Araldica

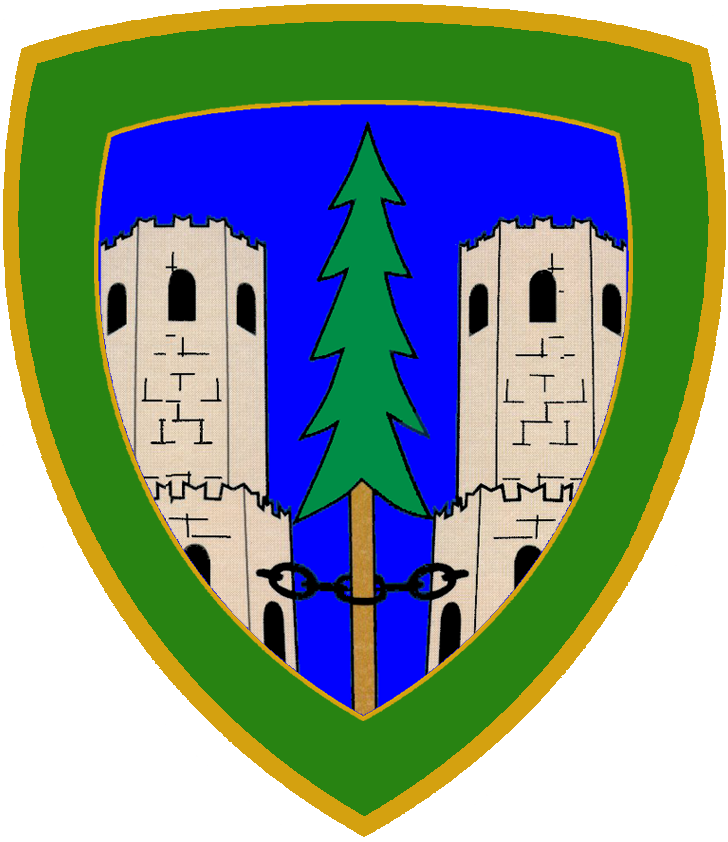
Brigata Alpina "Cadore"
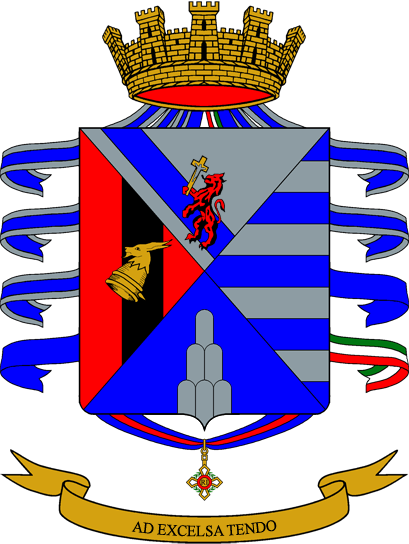
7º Rgt. Alpini (poi al Btg. Alpini "Feltre")
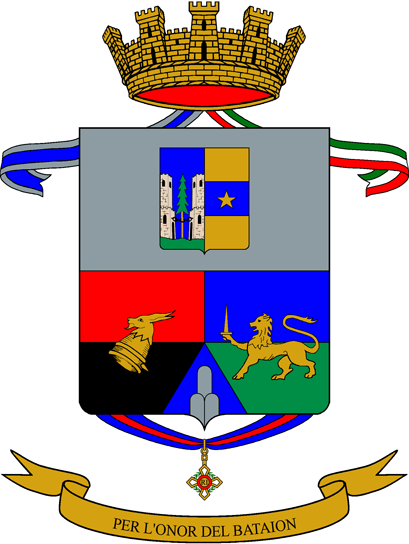
Btg. Alpini "Pieve di Cadore"
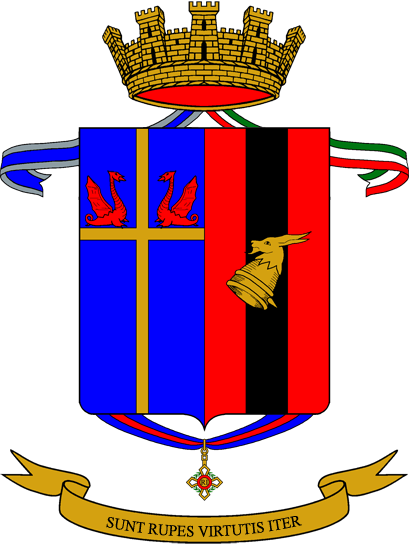
Btg. Alpini "Belluno"
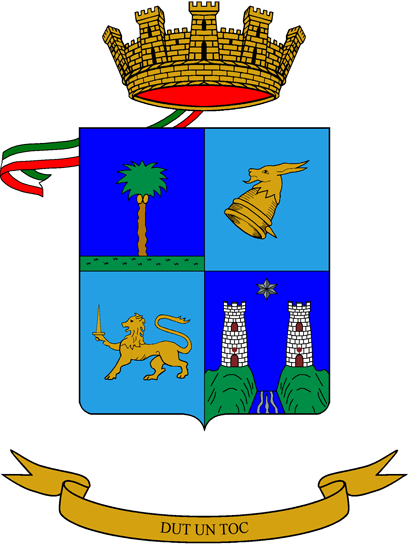
Gr. A. Mon. "Agordo"
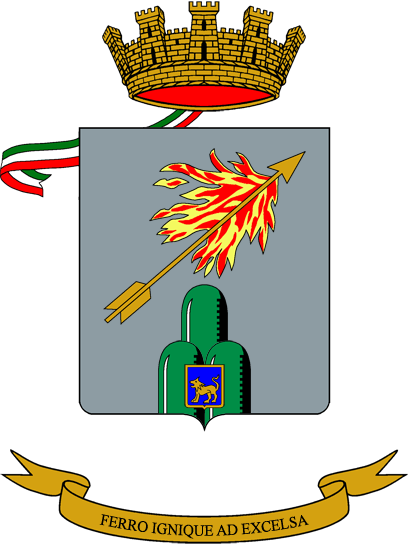
6º Rgt. Artiglieria da Montagna (poi al Gr. A. Mon. "Lanzo")
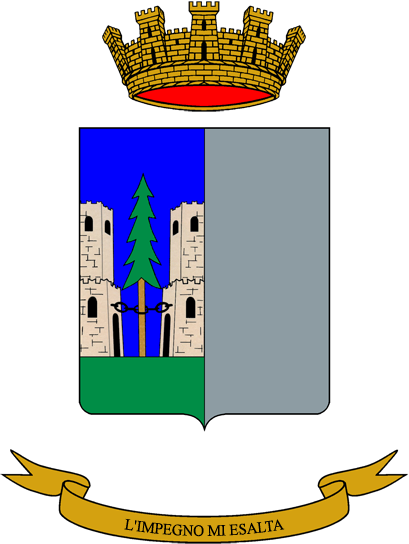
Btg. Logistico "Cadore"

## Comandanti della Brigata "Cadore"
Generali:
- Carlo Ravnich, 1953 - 1956
- Luigi Vismara, 1956 - 1958
- Raffaele Binetti, 1958 - 1959
- Francesco Dibitonto, 1959 - 1960
- Mosè Bongioanni, 1960 - 1961
- Alberto Di Leo, 1961 - 1963
- Umberto Cavanna, 1963 - 1965
- Vito Caruso, 1965 - 1967
- Antonio La Verghetta, 1967 - 1968

Il generale Giorgio Donati, comandante FTASE, ripreso a Verona nel 1983 ca.

- Massimiliano Brugnara, 1968 - 1970
- Luigi Clerico, 1970 - 1971
- Giovanni Mervig, 1971 - 1972
- Lorenzo Valditara, 1972 - 1974
- Giorgio Donati, 1974 - 1975
- Giovanni Polzot, 1975 - 1976
- Giulio Primiceri, 1976 - 1978
- Nazzaro Antonio, 1978 - 1979
- Edoardo Bernardi, 1979 - 1980
- Giovanni Prandi, 1980 - 1981
- Domenico Innecco, 1981 - 1983
- Carlo Jean, 1983 - 1984
- Eugenio Mocchi, 1984 - 1986
- Italico Cauteruccio, 1986 - 1987
- Francesco Cervoni, 1987 - 1988
- Mario Rosa, 1988 - 1990
- Giovanni Papini, 1990 - 1992
- Franco Chiesa, 1992 - 1993
- Primo Gadia, 1993 - 1997

## Persone legate alla Brigata
- Franco Magnani